# Iris Denneler
Iris Denneler (* 15. Januar 1955 in Stuttgart; † 15. März 2012) war eine deutsche Germanistin.

## Werdegang
Denneler studierte Germanistik, Philosophie und Linguistik in München. 1982 legte sie in München ihre Promotionsschrift über die Lyrik Georg Trakls vor. Von 1985 bis 1990 war sie wissenschaftliche Mitarbeiterin, danach wissenschaftliche Assistentin an der TU Berlin und zugleich als freie Literaturkritikerin tätig. Nach ihrer Habilitation 1994 war sie zunächst als Lektorin des Deutschen Akademischen Austauschdienstes in Rumänien. Von 1997 an war sie Professorin für Neuere deutsche Literatur und ihre Didaktik an der Universität Dortmund.